# Принцип удовольствия
Принцип удовольствия (нем. Lustprinzip) — один из четырёх принципов работы психического аппарата в теории Зигмунда Фрейда, наряду с принципом постоянства, принципом нирваны и принципом навязчивого повторения.
Принцип удовольствия описывает стремление психики к понижению напряжения до минимального уровня. Поэтому в работе 1920 года «По ту сторону принципа удовольствия» Фрейд делает парадоксальный вывод, говоря о том, что «принцип удовольствия находится в подчинении у влечения к смерти» — и тот, и другой стремятся привести организм к уровню минимальной — в идеале нулевой — психической нагрузки. 